# Perla liui
Perla liui är en bäcksländeart som först beskrevs av Wu, C.F. 1940.  Perla liui ingår i släktet Perla och familjen jättebäcksländor. Inga underarter finns listade i Catalogue of Life.